# 陶氏
陶氏（すえし、すえうじ）は、日本の氏族の一つである。本姓は多々良氏。
主な系統としては周防国・長門国を中心に活動した守護大名大内氏傍流右田氏の一族が挙げられ、同時に譜代重臣でもある。

## 歴史

### 出自
家系は百済聖王（聖明王）を祖とする渡来系氏族多々良氏の流れを汲む周防国の在庁官人大内氏の傍流にて、平安時代後期に大内盛長が右田氏となり、子孫の弘賢が吉敷郡陶村（現・山口市）に居住して陶氏を称した。

### 南北朝から室町時代
陶弘賢の子・陶弘政は、1352年（正平7年/観応3年）の大内弘世と鷲頭貞弘の戦いより以前に都濃郡富田保（現・周南市）を領したとされ、そこに居館として平城（ひらじょう）を築いた。
1401年（応永8年）には陶弘長が長門国守護代に任じられる。さらに、1410年（応永17年）に陶盛長が富田保地頭職に、1432年（永享4年）に陶盛政が周防国守護代になり、これ以降、両職は陶氏が歴任する。

### 応仁の乱から戦国時代
1467年（応仁元年）から始まる応仁の乱では、陶弘房が大内政弘に従って上洛するが、1468年（応仁2年）の京都相国寺の戦いで討死している。
1469年（文明元年）には、領国で大内教幸の反乱が発生し、石見国の国人吉見信頼もこれに参加した。若年の当主であった陶弘護は、京から帰国した益田貞兼と協力して吉見氏の侵攻を防ぎ、教幸を討ち破った。防備を固めるために、若山城を築いたのはこの頃とされる。1471年（文明3年）には、石見に逃げていた教幸を自害に追い込む手柄を立てた（大内道頓の乱）。その功もあり筑前国守護代に任ぜられている。しかし弘護は、1482年（文明18年）5月27日に山口の築山館で開かれていた酒宴の席で吉見信頼に刺殺された。弘護が殺害されたことで家督争いが起きるが、紆余曲折の末に陶興房が当主となった。
戦国時代となり、陶興房は大内義興・大内義隆の補佐を務める。出雲国を中心に活動した尼子氏の尼子経久・尼子詮久（後の晴久）との戦い、筑前国・筑後国での少弐氏との戦いでも多大な功績を挙げて、陶氏の大内氏における地位を確実なものとした。

### 陶隆房（晴賢）
1539年（天文8年）に興房が病死した。跡を継いだ陶隆房（後の晴賢）は、主君の大内義隆の重臣として政権の中枢にあったが、1541年（天文11年）の第一次月山富田城の戦いでの大敗北や、文治派側近衆の相良武任との確執などによって義隆との関係は悪化。ついに1551年（天文20年）に富田若山城から出陣すると、他の重臣らの同調も得て山口を攻略し、長門の大寧寺に逃れた義隆を自害に追い込んだ（大寧寺の変）。変の際、同族の陶隆康親子は隆房軍から義隆を逃すために殿として討ち死にしている。
隆房は謀反人としての非難を避けるため、義隆の跡継ぎとしてその遠縁（甥）で、以前義隆の猶子であった大内義長（豊後の大名大友氏当主大友宗麟の弟）を新たな大内家当主として迎え入れたが、義長は傀儡であり隆房が実権を握っていた。義長を迎え入れた後に、隆房の名を晴賢に改めている。
1554年（天文23年）、陶氏を仇敵とする吉見正頼が晴賢打倒を掲げると（三本松城の戦い）、安芸国の毛利元就も晴賢と対立。晴賢は、1555年（弘治元年）の厳島の戦いで敗北し、自害した。直後から始まった毛利氏の周防国侵攻（防長経略）の最中、晴賢に恨みを持つ杉重輔が富田若山城を襲撃したため、晴賢の子である陶長房と陶貞明は龍文寺にて自害した。また陶家臣の野上賢忠に救いだされた遺児陶鶴寿丸（隆房の末子又は長房の子）も、長門の且山城に籠もる大内義長の自害に殉じ、陶氏の嫡流は断絶した。
傍流の陶隆満や宇野元弘は毛利家臣となっている。

## 歴代当主
1. 陶弘賢
2. 陶弘政
3. 陶弘長
4. 陶盛長
5. 陶盛政
6. 陶弘正
7. 陶弘房
8. 陶弘護
  - 陶弘詮
9. 陶興房
10. 陶晴賢
11. 陶長房
12. 陶鶴寿丸

## 居館・居城など
陶氏館（現・山口市）
- 吉敷郡陶を拠点とする陶弘賢が建てたと伝わる居館。現在は陶弘政が建立した正護寺が残っている[3]。

平城（現・周南市）
- 都濃郡富田保に移った陶弘政が建てたとされる居館。さらに弘政は、平城よりも南に位置している勝栄寺に土塁・堀を構築し、海側の守りを固める城郭寺院としたほか[4]、七尾山城・上野山城・別所城などの城砦を設けた[5]。

若山城（現・周南市）
- 陶弘護が築いたとされる山城（築城時期・築城者には異説あり）。

## 主な陶氏家臣
- 野上房忠
- 山崎興盛/山崎隆次
- 江良賢宣/江良房栄
- 宮川房長
- 三浦房清